# 서수원체육공원
서수원체육공원는 대한민국의 경기도 수원시 권선구 고색동에 위치한 체육 공원이다.

## 시설
- 운동장
- 정구장
- 농구장
- 서수원주민편의시설
- 게이트볼장
- 배트민턴장
- 인라인스케이트장
- 주차장